# Guqianbu
Guqianbu (kinesiska: 谷前堡, 谷前堡镇) är en köping i Kina. Den ligger i provinsen Shanxi, i den norra delen av landet, omkring 310 kilometer nordost om provinshuvudstaden Taiyuan. Antalet invånare är 19 421. Befolkningen består av 9 624 kvinnor och 9 797 män. Barn under 15 år utgör 17,0 %, vuxna 15-64 år 73 %, och äldre över 65 år 9,0 %.
Genomsnittlig årsnederbörd är 599 millimeter. Den regnigaste månaden är juli, med i genomsnitt 154 mm nederbörd, och den torraste är januari, med 3 mm nederbörd.